# Suisse au Concours Eurovision de la chanson junior
La Suisse n'a participé au Concours Eurovision de la chanson junior qu'une seule fois en 2004. 

## Représentants
| Année                | Artiste        | Chanson   | Langue  | Traduction du titre | Place | Points |
| -------------------- | -------------- | --------- | ------- | ------------------- | ----- | ------ |
| 2004                 | Demis Mirarchi | Birichino | Italien | Bambin              | 16    | 4      |
| Retrait depuis 2005. |                |           |         |                     |       |        |

- Première place
- Deuxième place
- Troisième place
- Dernière place